# Sebastián Cobelli
Sebastián Cobelli (Rosario, Provincia de Santa Fe, 20 de enero de 1978) es un exfutbolista argentino. Jugaba de delantero y su último equipo fue el Club Sportivo Escobar de la Liga Escobarense de Fútbol de Argentina.

## Vida personal
Está casado con la actriz y modelo del espectáculo argentino Fernanda Vives y además tiene algunos emprendimientos inmobiliarios que lo convierten en un empresario. 
En 2023 participó del reality El hotel de los famosos donde resultó ganador adjudicándose un premio de $15 millones de pesos. Luego en mayo participó en Pasaplatos Famosos logrando llegar a la final y quedarse con el 4.º puesto.

## Características
Se desempeñaba como delantero central, teniendo como principal característica su eficacia a la hora de convertir goles. Su movilidad le permitía ser importante tanto dentro como fuera del área rival. Su juego aéreo era un recurso importante tanto en defensa como en ataque. El temperamento y su buen nivel lo convirtieron en un referente en los planteles que integró, siendo importante en equipos como Belgrano de Córdoba, Temperley y Huracán.

## Clubes
| Club                       | País      | Año       |
| -------------------------- | --------- | --------- |
| Newells                    | Argentina | 1996-2000 |
| Genoa                      | Italia    | 2001      |
| Chamois Niort              | Francia   | 2002      |
| Lifan Chongquing           | China     | 2003      |
| Belgrano                   | Argentina | 2003-2004 |
| Huracán                    | Argentina | 2004-2005 |
| Panachaiki                 | Grecia    | 2005      |
| Deportivo Pereira          | Colombia  | 2006      |
| Deportes Antofagasta       | Chile     | 2007      |
| Santiago Morning           | Chile     | 2008      |
| Talleres de Córdoba        | Argentina | 2008-2009 |
| José Gálvez                | Perú      | 2009      |
| Temperley                  | Argentina | 2010-2011 |
| Acassuso                   | Argentina | 2011-2012 |
| Sportivo Italiano          | Argentina | 2012      |
| Juventud Unida de San Luis | Argentina | 2013      |
| Deportivo Armenio          | Argentina | 2013-2015 |
| Sportivo Escobar           | Argentina | 2015-2017 |